# سیارک ۴۷۸۹
سیارک ۴۷۸۹ (به انگلیسی: 4789 Sprattia، نامگذاری:1987UU2) چهار هزار و هفتصد و هشتاد و نهمین سیارک کشف شده‌است که در ۲۰ اکتبر ۱۹۸۷ کشف شد.
قدر مطلق سیارک برابر ۱۳٫۹۰ است.